# 楚凡人
楚凡人（俄语：Чуванцы）是俄罗斯政府认定的四十多个“北部、西伯利亚和远东人数稀少原住民族”之一。大多数楚凡人居住在俄罗斯东北地区的楚科奇自治区内。据1990年代一些人口学家的实地调研第一手资料，以楚凡人自居的人居住在小村庄里及饲养驯鹿的冻原地区里。

## 历史
历史文献表明楚凡人为尤卡吉尔人的一支。在17世纪时他们游牧在阿纳德尔河及阿努伊河上游地区。他们以狩猎、捕鱼和饲养驯鹿为生。在18世纪时一些楚凡人在遭受楚科奇人的攻击后退居至科雷馬河区域。在那里他们渐渐地俄罗斯化了。另外一部分楚凡人则融合至科里亚克人和楚科奇人中。据2002年俄罗斯人口普查，在俄罗斯有1087名楚凡人。

## 语言
楚凡语属于尤卡吉尔语系，在1900年代初期就消亡了。很多楚凡人除了说俄语之外也说楚科奇语，一些人则跟楚科奇人通婚。从另一方面来说，一些例如住在阿纳德尔河边的马尔科沃村的楚凡人，既不饲养驯鹿，也不会说楚科奇语。
人口分布地图显示在马尔科沃村以西100公里处的楚凡斯科耶村楚凡人是原住民人口。